# Salfít
Salfít (arabsky سلفيت‎) je město na Západním břehu Jordánu v governorátu Salfít, jehož je hlavním městem. Je spravováno vládou Státu Palestina. Nachází se ve výšce 570 m v samařských horách nedaleko izraelské osady Ariel. Město vzniklo v době Osmanské říše, v roce 1596 v osmanských daňových registrech poprvé objevuje zmínka o vesnici Salfít al-Basal. Salfít slouží jako administrativní a obchodní centrum pro okolní vesnice a salfitský governorát je největším producentem olivového oleje v Palestině. Problémem je blízkost osady Ariel, protože Izraelci uzavřeli cestu spojující Salfít s okolními vesnicemi na severu, protože se kříží s jinou cestou spojující Ariel s Izraelem. Dalším problémem jsou spory o vybudování čističky vody, které Izraelci kladou překážky, a existence Izraelské bezpečnostní bariéry.